# 會計科 (陸上自衛隊)
會計科為陸上自衛隊職種的一種，負責資金出納會計審核工作。

## 概說
大致上分為防衛大臣直轄的中央會計隊與各方面隊的方面會計隊。方面會計隊本部設立於於方面總監部所在駐屯地，而方面會計隊會在方面隊內的各駐屯地派遣分隊（各會計隊長為少校或上尉），由方面會計隊指揮。而之前唯一不受方面會計隊長指揮的那霸駐屯地第430會計隊（原屬第1混成團），亦隨著第15旅團的改編而被改編為方面會計隊隷下。
未分派到會計隊的駐屯地、分屯地，則由駐屯地司令工作部隊編成會計課。
職種學校為陸上自衛隊小平學校會計教育部，而所謂會計監察隊則屬多職種混編部隊。

## 備註
分派到各駐屯地的會計隊與基地系統通信部隊、警務隊、情報保全隊的分隊不同，未必會在隊名內使用該駐屯地的名稱。（亦有東部方面會計隊本部座間派遣隊等部分例外）